# Burg Moringen
Die Burg Moringen ist eine ehemalige Wasserburg im Süden der Altstadt von Moringen im Landkreis Northeim in Niedersachsen.

## Geschichte
Die Wasserburg bildet die Keimzelle der mittelalterlichen Stadt Moringen. 1157 wird in den Schriftquellen erstmals eine Burg erwähnt, die sich 1252 je zur Hälfte im Besitz der Herren von Rosdorf und der Grafschaft Dassel befand. Nach dem Erlöschen der Grafenfamilie Dassel fiel ihre Hälfte an Moringen an das Herzogtum Braunschweig-Lüneburg. Herzog Ernst I. von Braunschweig-Göttingen erzwang 1363 von den Herren von Rosdorf das Öffnungsrecht an der Burg Moringen. 1379 gelang es dem Herzog Otto dem Quaden, die den Herren von Rosdorf gehörende Burghälfte in seinen Besitz zu bringen. Die Burg diente in der Folgezeit als Verwaltungsmittelpunkt und als Pfandobjekt. Der im Vorfeld der Burg entstandene Ort Moringen wurde ab 1381 ausdrücklich als Stadt bezeichnet. Während seine erste Befestigung den Burgbereich zunächst ausschloss, wurde dieser bei ihrem Ausbau schließlich in das Befestigungssystem integriert. In der Neuzeit diente die Burg erneut als Amtssitz.
An die Stelle der 1720 wegen Baufälligkeit teilweise abgerissenen Burg trat ein barockes Amtshaus. Zur Burg gehörte ein Vorwerk als Wirtschaftshof, der 1734 nach einem Stadtbrand durch einen noch erhaltenen barocken Neubau ersetzt wurde. Im Amtshaus war von 1852 bis 1973 das Amtsgericht untergebracht. Seit 1975 beherbergt es das Rathaus, während in dem alten Brauhaus ein Heimatmuseum untergebracht wurde.

## Beschreibung
Das Hauptburgreal nimmt eine Fläche von etwa 50 × 50 m am Südende der Altstadt ein. Vom Wassergraben ist lediglich auf der Südseite ein Teich erkennbar, der vermutlich ein Überbleibsel darstellt. Ein Stich von Matthäus Merian von 1654 zeigt die Burg als eine Gruppe von Gebäuden in Stein- und Fachwerkbauweise, die um einen Hof gruppiert sind. Ein Bergfried ist darauf nicht erkennbar.
Das sogenannte „alte Brauhaus“ stellt das einzige erhaltene Burggebäude dar. Es handelt sich um einen querrechteckigen, dreigeschossigen Bruchsteinbau mit Satteldach. An ihn schließt sich ein zweigeschossiger Anbau mit einem Obergeschoss aus Fachwerk an, der unter Verwendung älterer Bausubstanz im 19. Jahrhundert als Amtsgefängnis errichtet wurde. Das Amtshaus von 1720 ist ein zweigeschossiger Bau mit Walmdach.